# Disco Blu-ray
El disco Blu-ray, conocido como Blu-ray o, simplemente, BR o BD (en inglés: Blu-ray Disc), es un formato de disco óptico en descontinuación desarrollado por la Blu-ray Disc Association (BDA), empleado para video de alta definición (HD), 3D y UltraHD y con mayor capacidad de almacenamiento de datos de alta densidad que la del DVD. Para la reproducción de contenido 4K, Blu-ray ha sido reemplazado por Blu-ray Ultra HD.
Sus principales aplicaciones son la distribución de materiales audiovisuales como películas y datos informáticos. Así como el formato físico empleado para las consolas de videojuegos de la serie PlayStation 3 hasta la PlayStation 5; así como para las consolas Xbox One y la Xbox Series X. El nombre del formato deriva del uso de un láser azul-violeta para la lectura y escritura de los datos, permitiendo un almacenamiento de mayor densidad comparado con el láser rojo usado por el DVD y el láser infrarrojo usado por el disco compacto.
El disco de policarbonato mide 120 milímetros de diámetro y 1.2 milímetros de grosor, compartiendo el mismo tamaño que los DVD y los discos compactos. Los discos Blu-ray de una sola capa cuentan con una capacidad máxima de 25 GB de datos, mientras que las versiones de doble capa contienen 50 GB de datos, siendo los formatos comunes para la distribución de video. Los discos de tres capas (100 GB) y cuatro capas (128 GB) se encuentran disponibles para los grabadores BD-XL.
El formato soporta una resolución máxima de video de 1920×1080 a 24, 50 y 60 cuadros en escaneo progresivo o un escaneo entrelazado de 50 y 60 cuadros por segundo. Además de estas especificaciones, el formato está ligado a un conjunto de códecs de audio y video.
El formato ha sido desarrollado por la Blu-ray Disc Association, un grupo que representa a diversas compañías de electrónicos, hardware informático y estudios de cine. Sony reveló los primeros prototipos de los discos Blu-ray en octubre del año 2000 y el primer prototipo de un reproductor fue lanzado en abril del año 2003. El desarrollo continuó hasta el lanzamiento final en el 20 de junio del año 2006, comenzando la guerra de formatos de disco ópticos de alta definición, donde Blu-ray compitió contra el formato HD-DVD de Toshiba. La competencia terminó cuando Toshiba cedió el 19 de febrero del año 2008 para lanzar en el año 2009 su primer reproductor Blu-ray.
Las ventas de los formatos en alta definición en los Estados Unidos fueron más bajas en los primeros dos años de existencia que lo que ocurrió con el DVD en su mismo periodo. El formato enfrenta la competencia del video bajo demanda, y la continuidad del DVD. En enero del año 2016, 44% de los hogares estadounidenses con Internet de banda ancha contaba con al menos un reproductor Blu-ray. Para la reproducción de contenido en 4K, la BDA introdujo una variante llamada Blu-ray Ultra HD.
El blu ray se ha usado menos en los hogares siendo reemplazados por las plataformas de streaming esto se hizo más evidente después de la pandemia donde las ventas de reproductores de blu ray bajaron mucho hasta que Sony, su principal distribuidor decidiera descontinuarlo a partir de febrero de 2025, lo que provocará que el formato físico desaparezca, por lo que los contenidos o juegos, serán totalmente digitales.

## Etimología
El nombre del formato "Blu-ray Disc" y su versión abreviada que en español significan "Disco de rayo Azul" y "Rayo Azul" respectivamente hacen referencia al láser azul-violeta usado para grabar y leer información en este formato. La razón por la que se omitió la letra "e" final de la palabra "blue" ("azul en inglés) viene de la decisión de la Blu-ray Disc Association debido a que una palabra común como "Blue" no puede ser registrada como una marca. El nombre del formato se escribe con solo mayúsculas al inicio y en la palabra "Disc", y las palabras "Blu-ray" van unidas con un guion. Asimismo es invariable sin importar las condiciones, como en singular y plural.

## Visión general
El disco Blu-ray tiene 12 cm de diámetro, igual que el CD y el DVD. Guardaba 25 GB por capa, por lo que Sony y Panasonic han desarrollado un nuevo índice de evaluación (i-MLSE) que permitiría ampliar un 33 % la cantidad de datos almacenados, desde 25 a 33,4 GB por capa.

### Funcionamiento
El disco Blu-ray hace uso de un rayo láser de color azul con una longitud de onda de 405 nanómetros, a diferencia del láser rojo utilizado en lectores de DVD, que tiene una longitud de onda de 650 nanómetros. Esto, junto con otros avances tecnológicos, permite almacenar sustancialmente más información que el DVD en un disco de las mismas dimensiones y aspecto externo.

## Historia

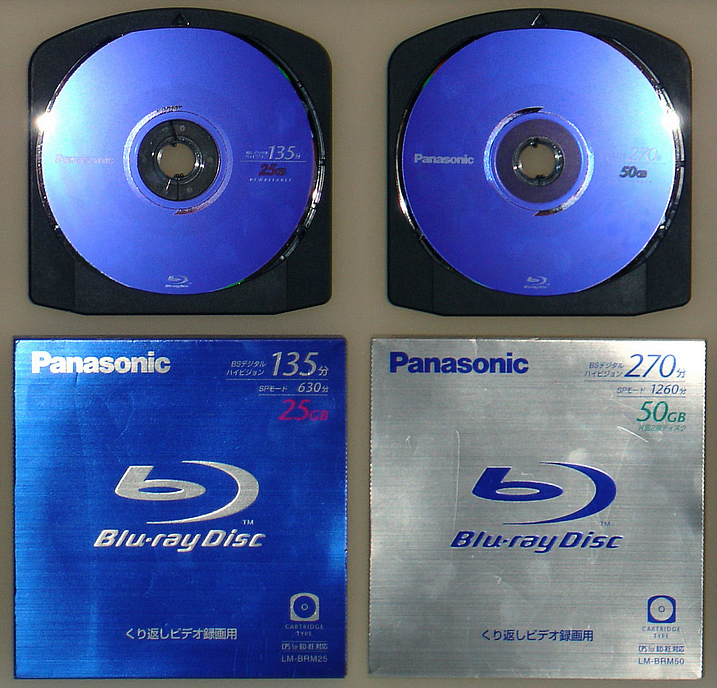
Los primeros discos Blu-ray se fabricaban con cartuchos protectores que luego serían descartados al crearse materiales más resistentes para la capa de datos.

El DVD ofreció en su momento una alta calidad, ya que era capaz de dar una resolución de 720×480 (NTSC) ó 720×576 (PAL), lo que es ampliamente superado por la capacidad de alta definición ofrecida por el Blu-ray, que es de 1920×1080 (1080p). Este último es el formato utilizado por los estudios, para archivar sus producciones, que anteriormente se convertía al formato que se quisiese exportar. Esto ya no es necesario, con lo que la industria del cine digital no tiene que invertir esfuerzo y tiempo en el cambio de resolución de películas, lo que abarata en menor medida y reducción de costos.
La densidad de la información del formato DVD se encuentra limitada por la longitud de onda de los diodos láser usados. Tras un desarrollo prolongado los diodos de láser azul que operaban a 405 nanómetros comenzaron a ser producidos, permitiendo el desarrollo de formatos de almacenamiento más densos para permitir el manejo de video de mayor definición, con discos de prototipos con diodos de una longitud de onda ligeramente superior de 407 nanómetros en octubre del año 1998. Sony inició dos proyectos en colaboración con Panasonic, Philips y TDK, aplicando los diodos nuevos: UDO ("Ultra Density Optical" u "Optica de Ultra Densidad") y DVR Blue (en conjunto con Pioneer Corporation), un formato de discos regrabables que finalmente se convirtió en BD-RE. Las bases tecnológicas de ambos proyectos eran similares. Los primeros prototipos del DVR Blue fueron revelados por Sony en la exhibición CEATEC en octubre del año 2000. El logotipo fue registrado el 9 de febrero de 2001. El 19 de Febrero del año 2002 el proyecto fue anunciado oficialmente como "Blu-ray Disc" (Disco Blu-ray) y su fundación constó de nueve miembros iniciales.
El primer dispositivo comercial en emplear el formato Blu-ray fue lanzado el 10 de abril del año 2003: El Sony BDZ-S77, un grabador BD-RE costoso que solo estaba disponible en Japón. Sin embargo aún no existía ningún estándar establecido para la fabricación de discos pregrabados y no se lanzó ningún título para el dispositivo. Los estudios de Hollywood insistieron en la inclusión de la gestión de derechos digitales para admitir el lanzamiento de sus títulos y exigieron que las protecciones contra copia fueran superiores al CSS usado en los DVD. En octubre del año 2004 se estableció el nombre definitivo de la asociación como Blu-ray Disc Association (BDA) (Asociación del Disco Blu-ray). y 20th Century Fox se unió a la junta de directores de la asociación. Las especificaciones del formato Blu-ray fueron completadas en el año 2004. En este mismo año, Sony anunció el uso del nuevo formato en su consola PlayStation 3, una decisión criticada en su tiempo por el alto coste de entonces pero a la larga influiría en el futuro del formato.

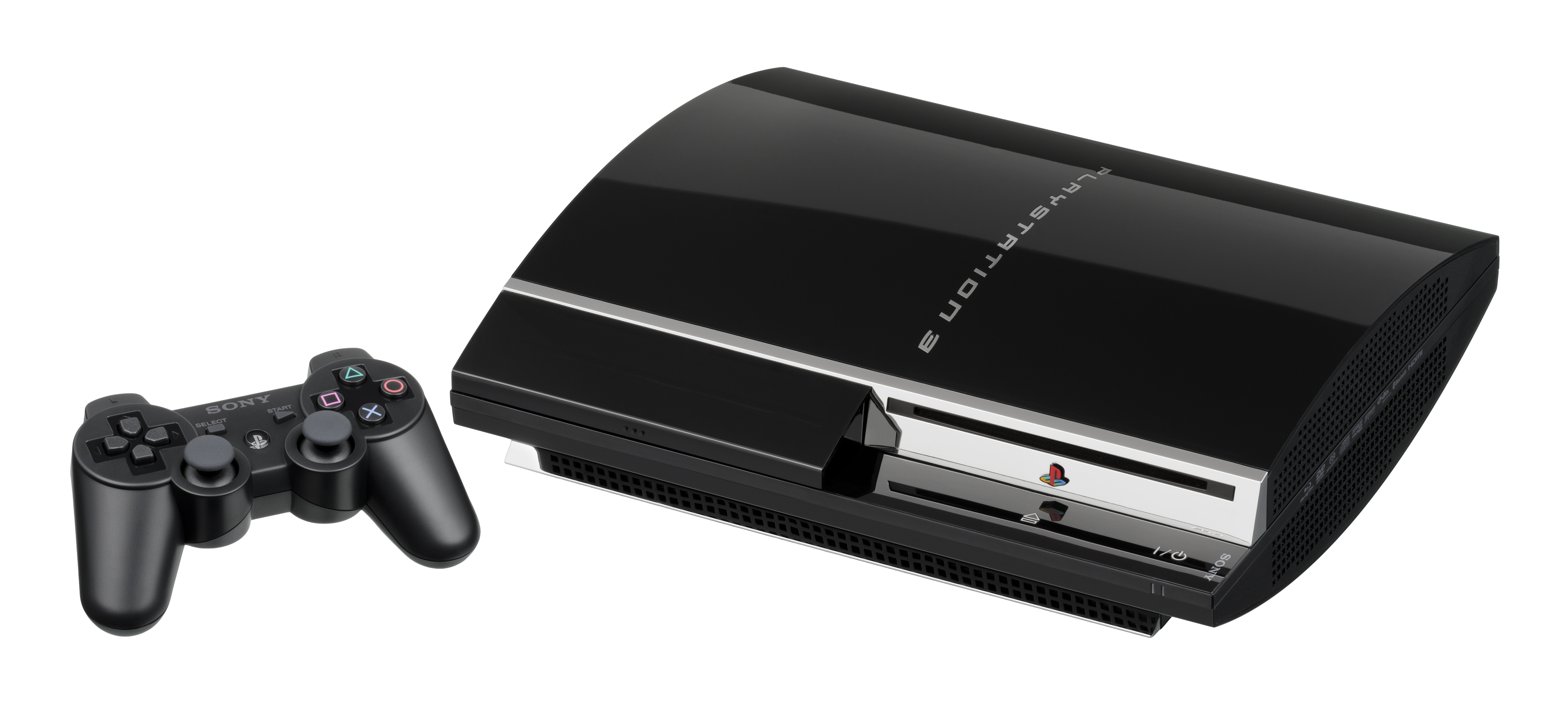
El Playstation 3 fue la primera consola en adoptar el Blu-Ray para sus títulos.

En enero del año 2005, TDK anunció que desarrolló una capa de polímero altamente resistente llamada Durabis para los discos Blu-ray. Esto fue un avance importante porque al ser un medio con una densidad de datos tan alta en una capa tan delgada era necesario contar con una protección adecuada contra el maltrato y las huellas. Así que los cartuchos de las primeras versiones de la tecnología fueron descartados. Las especificaciones del BD-ROM fueron terminadas en el año 2006.
Advanced Access Content System Licensing Administrator (AACS LA), un consorcio fundado en 2004 desarrolló la tecnología de gestión de derechos de autor para distribuir las películas, sin embargo estos estándares sufrieron varios retrasos, especialmente cuando un miembro del grupo Blu-ray Disc expresó objeciones hacia esta. A petición de varios fabricantes como Toshiba, Pioneer Corporation y Samsung Electronics, se aprobó un estándar provisional que no incluía algunas características como la copia gestionada.

### Lanzamiento y ventas
Los primeros reproductores BD-ROM fueron lanzados en el año 2006 en el mismo año que los de su competidor HD-DVD. Los primeros títulos utilizaron la compresión de video MPEG-2 heredada del DVD, siendo rápidamente reemplazada por los formatos posteriores VC-1 y H.264/MPEG-4 AVC y en varios casos usando Blu-ray de doble capa. En este mismo periodo también se introdujeron los Blu-ray de audio.
La cantidad de títulos aumentó a más de 2,500 en el año 2008 en Australia y el Reino Unido, con una cantidad de 3,500 títulos en Estados Unidos y Canadá. En Japón se alcanzó una cantidad de 3,300 títulos.

### Competencia con el HD-DVD
En el DVD Forum, comandado por Toshiba no existía un consenso sobre si era conveniente adoptar la nueva tecnología de láser azul al ser más costosa. En marzo de 2002 el foro aprobó una propuesta respaldada por Warner Bros. y otros estudios. La propuesta implicaba comprimir el video de alta definición para grabarlo en discos DVD de capa doble. A pesar de esta decisión, otra parte del foro anunció en abril de ese año que adoptaría su propia tecnología de láser azul. En agosto, Toshiba y NEC anunciaron su estándar competidor, el Advanced Optical Disc. Finalmente fue adoptado por el DVD Forum para ser renombrado como HD-DVD al año siguiente tras ser rechazado por dos miembros del DVD Forum quienes fueron también miembros de la Blu-ray Disc Association, una situación que derivó en investigaciones por el Departamento de Justicia de los Estados Unidos.
HD-DVD tuvo un buen inicio en el mercado de la alta definición, ya que las ventas de Blu-ray eran bajas. El primer reproductor de Blu-ray fue percibido como costoso y propenso a errores y contaba con pocos títulos.
La consola de videojuegos PlayStation 3 que usaba el formato Blu-ray para sus títulos ayudó a ganar apoyo para este formato. La publicidad realizada por Sony también fue mejor ejecutada. Las videocámaras AVCHD también fueron introducidas en el año 2006. Sus grabaciones son compatibles con la mayoría de los reproductores Blu-ray pero no con los de HD-DVD. En enero del año 2007 los discos Blu-ray superaron en ventas a los HD-DVD. En enero de 2008 Toshiba anunció la suspensión del formato HD-DVD, signando el triunfo del Blu-ray como estándar dominante para la distribución de video en alta definición.

### Ascenso posterior y presente
En el periodo inicial las ventas de títulos en alta definición fueron inferiores a los dos primeros años del DVD. 16.2 millones de copias en DVD fueron vendidas en su introducción ((1997-1998) mientras que los formatos de alta definición alcanzaron 8.3 millones (2006-2007). Una de las causas de este inicio difícil era el menor mercado (26.5 millones de televisores de alta definición en 2007 comparados con los 100 millones de televisores SDTV en 1998). El antiguo proponente del HD-DVD, Microsoft, no fabricó ninguna unidad de Blu-ray para su consola Xbox 360, dejándolo para el sucesor Xbox One.
Tras convertirse en el formato dominante para la alta definición, las ventas de discos Blu-ray comenzaron a aumentar. En el año 2008 las ventas de los grabadores Blu-ray comenzaron a superar a sus contrapartes de DVD en Japón. El número de dispositivos Blu-ray tanto reproductores como consolas de videojuegos alcanzó el número de 20.5 millones en Estados Unidos.
El Blu-ray enfrenta la competencia del video bajo demanda. Algunos analistas comentan que las rentas de títulos en Blu-ray podrían ser una alternativa de bajo costo para manejar la alta definición. En un esfuerzo por aumentar las ventas, los estudios lanzan títulos en paquetes "combo" que incluyen un disco Blu-ray, un disco DVD y una copia digital. Otra estrategia es reservar las características especiales para los títulos en Blu-ray.
El costo de producción de discos Blu-ray es el mismo que el de los DVD. Sin embargo los mecanismos de lectura y escritura de datos son más complejos, haciendo que los grabadores, reproductor y unidades sean más costosos que sus equivalentes en DVD. La adopción también está limitada debido a la adopción del video bajo demanda, aunque la crisis por la que atraviesan estos servicios ayudan a mantener la vigencia del formato. Otro campo donde se usa el formato es el de los videojuegos con consolas como PlayStation 3, PlayStation 4, PlayStation 5, Xbox One y Xbox Series X.
Los discos y reproductores Blu-ray Ultra HD fueron lanzados en 2016, contando con una capacidad de 100GB.

### Final del Blu-ray
Desde años atrás, el formato Blu-ray estaba perdiendo popularidad, a favor de los servicios de streaming, ya que ofrecían mayores capacidades que el formato, y aunque, con el lanzamiento de su versión Ultra HD, que añadió el 4K y un mejor audio que el modelo normal, no fue posible superarlo. Sony, la empresa distribuidora del Blu-ray, daría un comunicado, avisando que se dejarían de fabricar reproductores, y se centrarán ahora en lo digital. Esto no solo afecta a Blu-ray, sino al todo el formato físico, por ejemplo en los juegos y el entretenimiento en general.

## BDA
Fue desarrollado en conjunto por un grupo de compañías tecnológicas llamado Blu-Ray Disc Association (BDA), liderado por Sony, TDK, Microsoft y Philips, y formado por:

### Estudios en exclusiva
- Sony Pictures Entertainment (Columbia Pictures y TriStar Pictures, entre otros)
- Buena Vista (Walt Disney Pictures, Marvel Entertainment, Touchstone Pictures, Yasser Entertainment, Hollywood Pictures, Miramax y 20th Century Studios, entre otros)[56]
- 20th Century Fox (incluye el catálogo de Metro-Goldwyn-Mayer y United Artists)
- Lionsgate Films
- Warner Bros. Pictures
- New Line Cinema

En 2008 se unieron
- Universal Studios (incluyendo Manga Films, Notro Films, algunos filmes de Vídeo Mercury Films (otros fueron exclusivos de DVD por Tribanda Pictures, etc.)
- DeAPlaneta (incluyendo Planeta Junior, Jonu Media, Vértigo Films, Zeta Cinema (algunos títulos), Baditri SL, etc.)
- Cameo Media
- The Weinstein Company
- Aurum Producciones

### Estudios colaboradores
- StudioCanal
- Paramount Pictures
- Filmax
- Mar Studio

## Visión detallada

### Capacidad de almacenaje y velocidad
Una capa de disco Blu-ray puede contener alrededor de 25 GB o cerca de 6 horas de vídeo de alta definición más audio; también está en el mercado el disco de doble capa, que puede contener aproximadamente 50 GB. La velocidad de transferencia de datos es de 36 Mbit/s (54 Mbit/s para BD-ROM), pero aparecieron unidades con velocidad de transferencia 2x (el doble, 72 Mbit/s). Está disponible el BD-RE estándar (regrabable), así como los formatos BD-R (grabable) y el BD-ROM, como parte de la versión 2.0.

| Velocidad de la unidad | Velocidad de transferencia | Velocidad de transferencia | Tiempo teórico de escritura (minutos) | Tiempo teórico de escritura (minutos) |
| ---------------------- | -------------------------- | -------------------------- | ------------------------------------- | ------------------------------------- |
| Velocidad de la unidad | Mbit/s                     | MB/s                       | Una capa                              | Doble capa                            |
| 1×                     | 36                         | 4,5                        | 90                                    | 180                                   |
| 2×                     | 72                         | 9                          | 45                                    | 90                                    |
| 4×                     | 144                        | 18                         | 22,5                                  | 45                                    |
| 6×                     | 216                        | 27                         | 15                                    | 30                                    |
| 8×                     | 288                        | 36                         | 11,25                                 | 22,5                                  |
| 12×                    | 432                        | 54                         | 7,5                                   | 15                                    |

El 19 de mayo de 2005, TDK anunció un prototipo de disco Blu-ray de cuatro capas de 100 GB. El 3 de octubre de 2007 Hitachi anunció que había desarrollado un prototipo de BD-ROM de 100 GB que, a diferencia de la versión de TDK y Panasonic, era compatible con los lectores disponibles en el mercado y solo requería una actualización de firmware. Hitachi también comentó que está desarrollando una versión de 200 GB de capacidad. El reciente avance de Pioneer le permitió desarrollar un disco Blu-ray de 20 capas con una capacidad total de 500 GB, aunque no sería compatible con las unidades lectoras ya disponibles en el mercado, como haría Hitachi.

### Tecnología

Comparación de los formatos de almacenamiento óptico. Espacio entre pistas (p). Anchura de pit (w). Longitud mínima (l). Tamaño del punto del láser (⌀). Longitud de onda (λ).

El tamaño mínimo del punto en el que un láser puede ser enfocado está limitado por la difracción, y depende de la longitud de onda del haz de luz y de la apertura numérica de la lente utilizada para enfocarlo. En el caso del láser azul-violeta utilizado en los discos Blu-ray, la longitud de onda es menor con respecto a tecnologías anteriores, aumentando por lo tanto la apertura numérica (0,85, comparado con 0,6 para DVD). Con ello, y gracias a un sistema de lentes duales y a una cubierta protectora más delgada, el rayo láser puede enfocar de forma mucho más precisa en la superficie del disco. Dicho de otra forma, los puntos de información legibles en el disco son mucho más pequeños y, por tanto, el mismo espacio puede contener mucha más información. Por último, además de las mejoras en la tecnología óptica, estos discos incorporan un sistema mejorado de codificación de datos que permite empaquetar aún más información.
El DVD tiene dos problemas que se intentaron resolver con la tecnología Blu-Ray, por lo cual la estructura es distinta. En primer lugar, para la lectura en el DVD el láser debe atravesar la capa de policarbonato de 0,6 mm en la que el láser se puede difractar en dos haces de luz. Si esta difracción es alta, por ejemplo si estuviera rayado, ocasiona problemas de lectura. Pero el Blu-ray, al tener una capa de solo 0,1 mm evita este problema, ya que tiene menos recorrido hasta la capa de datos; además, esta capa es resistente a la suciedad y el maltrato. En segundo lugar, si el disco estuviera inclinado, en el caso del DVD, por igual motivo que el anterior problema, la distorsión del rayo láser haría que leyese en una posición equivocada, dando lugar a errores. Gracias a la cercanía de la lente y la rápida convergencia del láser la distorsión es inferior, pudiéndose evitar posibles errores de lectura.
Otra característica importante de los discos Blu-ray es su resistencia a las rayaduras y la suciedad. La delgada separación entre la capa de lectura y la superficie del disco hacía estos discos más propensos a las rayaduras y suciedad que un DVD normal. Es por ello que se pensó primero en comercializarlos en carcasas. La idea fue desechada gracias a la elaboración por parte de TDK de un sustrato protector llamado Durabis, que no solo compensa la fragilidad, sino que le otorga una protección extra contra las rayaduras a dicho disco. Otros fabricantes como Sony y Verbatim Corporation desarrollaron sus propios materiales para el sustrato protector. Generalmente se usan resinas creadas a partir de gel de sílice endurecidas con rayos ultravioleta para la capa protectora. Existen también discos DVD con esta protección, pero no es tan necesaria debido al mayor espesor de la capa que separa los datos de la superficie del disco, 0,6 mm.

### Blu-ray 3D

El logo de Blu-ray 3D

La Blu-ray Disc Association (BDA) juntó un equipo de ejecutivos de la industria cinematográfica, de la industria de productos electrónicos de consumo y del sector de la TI para ayudar a definir estándares para tener las películas en 3D y la televisión en 3D en el formato Blu-ray. El 17 de diciembre de 2009, la BDA anunció oficialmente la creación del estándar 3D para discos Blu-ray, permitiendo la compatibilidad retroactiva con los reproductores de discos 2D anteriores. La BDA dijo, "The Blu-ray 3D specification calls for encoding 3D video using the "Stereo High as is in Multiview Video Coding (MVC)" (las especificaciones de Bluray 3D requieren codificar el video 3D usando 'Stereo High como está definido en Multiview Video Coding (MVC) ), una extensión del estándar ITU-T H.264 Advanced Video Coding (AVC) codec que estaba implementado solo en los reproductores de vídeo bluray 2D más avanzados. El estándar de vídeo MPEG4-MVC comprime ambos canales de imagen con apenas un 50% de aumento de tamaño de la grabación comparado contra el canal de 2D, y puede proporcionar una resolución completa de 1080p." Lo anterior significa que el flujo MVC (3D) es compatible con el flujo H.264/AVC (de 2D), permitiendo a ciertos dispositivos de reproducción de 2D decodificar imágenes de 3D ignorando la información adicional del segundo canal.
Sony agregó compatibilidad con Blu-ray 3D a su consola de juegos PlayStation 3 con una actualización de software el 21 de septiembre de 2010. La consola era con anterioridad compatible con juegos en 3D gracias a una actualización del 21 de abril de 2010. Desde la versión 3.70 del 9 de agosto de 2011, la PlayStation 3 puede reproducir DTS-HD Master Audio y audio de alta resolución DTS-HD al mismo tiempo que una película de 3D Blu-ray. El Dolby TrueHD se usa solo en una minoría de los títulos de Blu-ray 3D, y en el flujo bitstreaming implementado solamente en la PlayStation 3 Slim (las PS3 originales decodifican internamente y envían audio LPCM).

### Blu-ray Ultra HD
Blu-ray Ultra HD es un nuevo formato de disco, incompatible con los reproductores de Blu-ray Disc existentes, que admite video 4K UHD de 60 fps codificado en HEVC con HDR de 10 bits y una gama de colores más amplia. Existen en varias capacidades: Capa doble con capacidades de 50 GB y 66 GB y capa triple con una capacidad máxima de 100 GB.

### Códigos de región

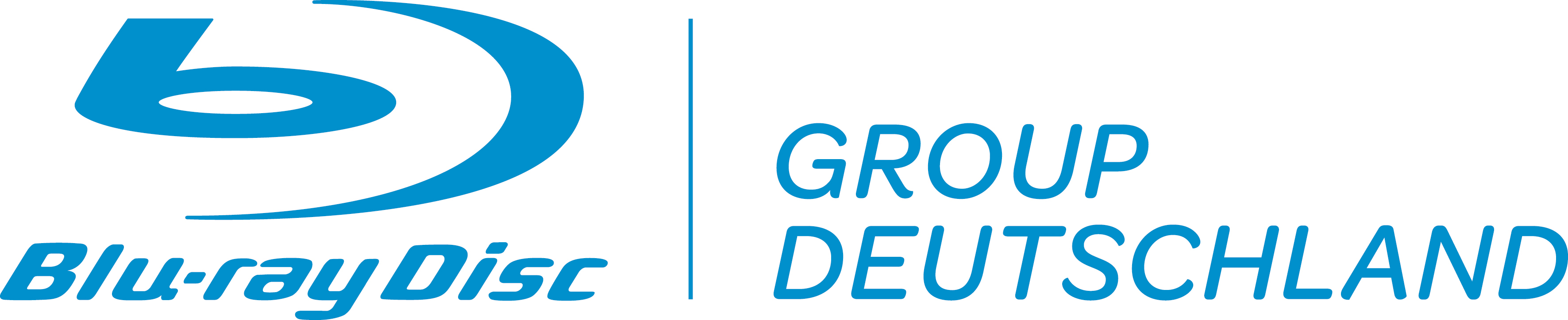

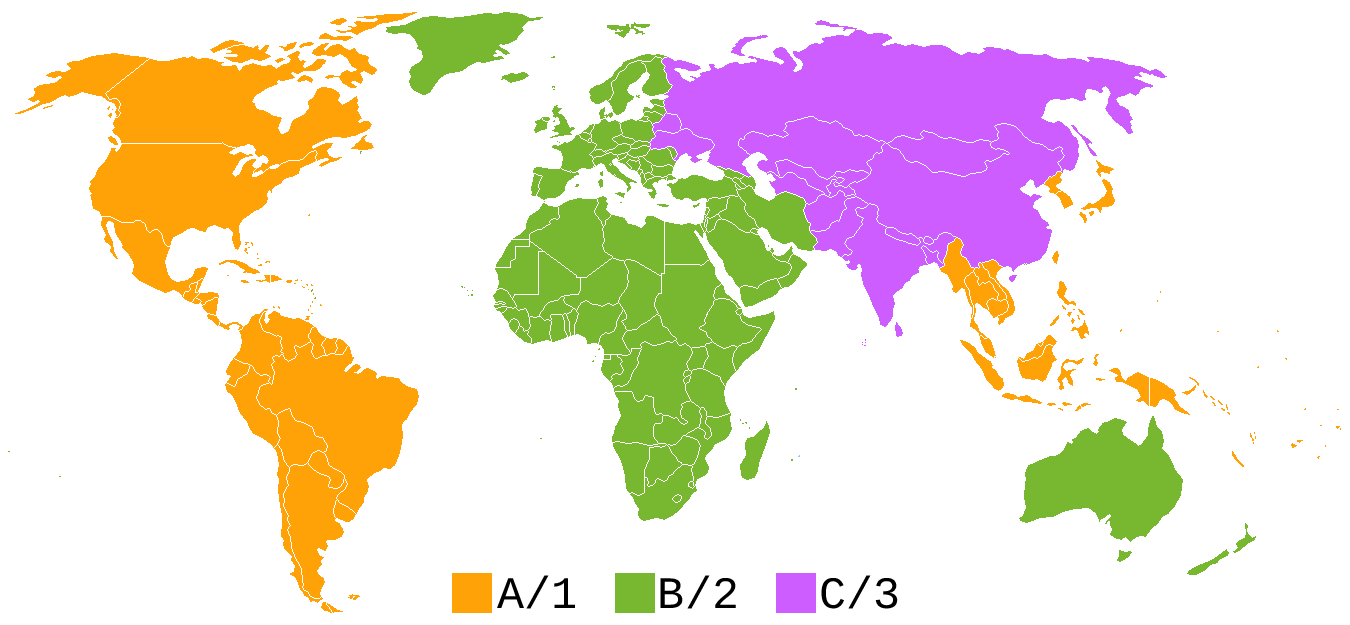
Regiones para el estándar del Blu-ray.

Cada disco de Blu-ray contiene uno o más códigos de región, los cuales denotan el lugar o las áreas del mundo a la que cada distribución está dirigida. En ocasiones, los códigos de región son llamados zonas. Las especificaciones de cada equipo reproductor indican qué zona pueden reproducir. En las unidades de los equipos se maneja de forma distinta, mediante el software de reproducción y configurable por el usuario hasta cinco veces.
En teoría, esto permite que los estudios cinematográficos controlen varios aspectos del lanzamiento, los cuales incluyen el contenido, la fecha y el precio, basados en la adquisición por regiones. En la práctica, varios reproductores permiten reproducir cualquier disco, o pueden ser modificados para dicho propósito. Distinto del cifrado de datos, los códigos de región permiten el bloqueo regional, que fue originado en la industria de los videojuegos.

| Código de Región | Área |
| ---------------- | --- |
| A/1              | América (excepto territorios especiales de la Unión Europea), Asia Oriental (excepto China continental y Mongolia), Sudeste Asiático y territorios no incorporados de los Estados Unidos. |
| B/2              | África, Europa (con excepción de Rusia), Oriente Medio, Groenlandia, Oceanía (excepto territorios no incorporados de los Estados Unidos) y territorios especiales de la Unión Europea.    |
| C/3              | Asia Central y del Sur, China continental, Mongolia y Rusia. |
| ABC/123          | Clasificado como multirregión o región libre debido a que aplica en los territorios enumerados en las regiones A/1, B/2, y C3.                                                            |

Hoy en día, muchos reproductores multirregión logran desbloquear el bloqueo regional y el RCE por medio de la identificación y selección de la región compatible por el Blu-Ray, o permitiendo al usuario seleccionar una región en particular. Otros simplemente se saltan la revisión de la región por completo. Asimismo existen títulos multirregión compatibles con dos o más regiones. Algunos fabricantes de reproductores actuales proveen información libremente sobre cómo deshabilitar el bloqueo regional y, en algunos modelos recientes, aparece que ha sido deshabilitado o se publicitan como multirregión. Asimismo los formatos BD-R, BD-R LTH, BD-R DL, BD-R XL, BD-RE, BD-RE DL y BD-RE XL no incluyen códigos de región. Los DVD que sean reproducidos en los reproductores y unidades Blu-ray se rigen por las normas de los Códigos regionales DVD.
Esta práctica, para muchas personas, es una violación a los acuerdos comerciales de la Organización Mundial del Comercio, aunque no hay leyes que hayan sido definidas en esta área.

### Códecs y BD-J
El Blu-ray funciona con los mismos sistemas de archivo que sus predecesores, como el UDF y el ISO 9660. Gracias a su capacidad de almacenamiento, el vídeo es de alta definición y el audio es de hasta 8 canales con compresión sin pérdidas o sin comprimir. Utiliza los formatos de compresión MPEG-2, MPEG-4 y VC-1. Los formatos MPEG-4 AVC y SMPTE VC-1 implementan algoritmos de compresión más avanzados que permiten ofrecer gran calidad (a un nivel similar).
El formato MPEG-2 se mantiene por retrocompatibilidad; es casi obsoleto (comparado con los otros), pero aun así se ha utilizado para codificar la mayor parte de las primeras películas que han salido en formato Blu-Ray. Esto se debe a que el MPEG-4 AVC tiene altos requerimientos, consumo de recursos y alto tiempo de codificación. El SMPTE VC-1 pertenece a un consorcio de compañías dominado por Microsoft. Esto hace que el grado de implantación del códec sea desigual. A pesar de esto, Microsoft ha hecho un esfuerzo notable realizando seminarios para las compañías del sector, lo que ha aumentado la aceptación del VC-1.
Como una actualización de los relativamente primitivos sistemas de menú de DVD que consistían en secuencias pre-renderizadas y una interactividad bastante limitada, se realizó la inclusión de la plataforma Java en el estándar de las películas grabadas en Blu-ray. Esta plataforma, que ha recibido el nombre de BD-J (Blu-ray Disc Java) (Java de Disco Blu-ray), permite más libertad a los desarrolladores para incluir contenidos en la película. No es solo la capacidad de desplegar un menú en cualquier momento de la reproducción, la creación de menús mucho más estéticos y pulidos que los disponibles en DVD y la posibilidad de incrustar aplicaciones en el disco como minijuegos. También existe la posibilidad de descargar contenidos adicionales desde Internet al disco, por ejemplo, subtítulos en determinados idiomas, contenidos especiales, escenas eliminadas, entre otros. Por otro lado, hay detractores que dicen que es innecesariamente complejo y las regalías por su uso son excesivas.
Los códecs de compresión de audio utilizados en Blu-ray son LPCM (sin compresión), DTS, Dolby Digital, Dolby TrueHD y DTS-HD Máster Audio (hay más, pero estos son los principales). Los tres primeros se mantienen por retrocompatibilidad respecto al DVD al igual que los de vídeo. Los dos últimos representan una gran mejora, ya que permiten la compresión sin pérdidas (en la siguiente tabla pueden ver cómo mantienen la misma frecuencia de muestreo con una alta tasa de transferencia).
|                        | LPCM      | DTS         | Dolby Digital | DD TrueHD | DTS-HD                                   |
| ---------------------- | --------- | ----------- | ------------- | --------- | ---------------------------------------- |
| Tasa de transferencia  | 27 Mbit/s | 1536 kbit/s | 640 kbit/s    | 18 Mbit/s | 18 Mbit/s (HD DVD) 24,5 Mbit/s (Blu-ray) |
| Canales discretos      | 8         | 8           | 6             | 8         | 8                                        |
| Cuantificación         | 24b       | 24b         | 24b           | 24b       | 24b                                      |
| Frecuencia de muestreo | 192 kHz   | 48 kHz      | 48 kHz        | 192 kHz   | 192 kHz                                  |

### Protecciones contra copias
Los sistemas Blu-ray incorporan cinco sistemas anticopia: AACS, BD+ Rom-Mark, SPDG, e ICT. Sin embargo en los últimos años estos han sido vulnerados. Además, solo aplican a discos Blu-ray de video prensados y vendidos en las tiendas, por lo que los materiales grabados en los formatos BD-R, BD-R LTH, BD-R DL, BD-R XL, BD-RE, BD-RE DL y BD-RE XL no se encuentran protegidos. Los discos Blu-ray usados en las consolas de videojuegos emplean los sistemas de protección de sus respectivas plataformas.

#### AACS

Los usuarios de Internet comenzaron a hacer circular versiones de esta imagen, llamándola una Bandera de la Libertad de Expresión, en entradas de blogs y como avatares de usuarios en foros como Digg. Los valores hexadecimales de los componentes RGB de los colores codifican la clave.

El AACS es una mejora respecto al CSS del DVD, producto de la iniciativa de Disney, Sony, Microsoft, IBM, Intel, Panasonic, Toshiba y Warner Brothers. Su principal función es el control de la distribución de contenidos. Una de sus consecuencias es que este método anticopia crea una lista negra de grabadores. Este sistema permite dar una clave para cada modelo de grabador. Esto facilita el seguimiento de qué claves son descifradas y qué grabadores permiten las copias; la consecuencia sería revocar la clave y no incluirla en siguientes reproductores, garantizando la incompatibilidad con el grabador. Esta posibilidad ha despertado gran controversia, ya que si se lleva a cabo, usuarios que nunca le dieron un uso ilegal verían cómo su grabador queda inutilizado. Por ahora han anunciado que solo se centrarán en reproductores industriales que sean usados para la copia masiva. El sistema, en teoría, podría permitir incluso suministrar a cada reproductor individual un conjunto de claves con lo que se podría revocar las claves para dicho sistema impidiendo la reproducción solo en él. Sin embargo en el año 2007 este sistema fue vulnerado en unas pocas semanas, allanando el camino para la ruptura de los demás sistemas de protección del formato.
En un principio, la Asociación de Discos Blu-Ray decidió incorporar la restrictiva copia gestionada (MC). Inmediatamente, las compañías informáticas involucradas protestaron debido a su alta restricción. Al final decidieron que el control de distribución de contenidos sería copia gestionada obligatoria (MMC), usada en el HD DVD, y que permite al menos una copia de un disco para enviarla a otros dispositivos. En esta decisión influyó el hecho de que HD DVD lo hubiese adoptado ya que el usuario podría decantarse por un sistema menos restrictivo en este aspecto.

#### BD+ y Rom-Mark
Los discos Blu-ray tienen en su estándar un sistema anticopia exclusivo denominado BD+. Este sistema permite cambiar dinámicamente las claves para la protección criptográfica de los BD originales. Si una de estas claves es descubierta, los fabricantes no tienen más que cambiar la clave, de forma que las nuevas unidades del producto no puedan ser pirateadas con dicha clave descubierta. A petición de HP, se añadió la posibilidad de que un usuario pueda comprar dichas claves para realizar un número limitado de copias del disco que ha comprado, quitando derechos de copia a los usuarios que utilizan este formato. El BD+ puede comprobar también si el hardware ha sido modificado e impedir la reproducción. Este sistema se basa en el empleo de una máquina virtual que ejecuta la aplicación designada en el disco para verificar la seguridad del reproductor o unidad Blu-ray.
También se ha acordado que los BD lleven una marca de agua digital llamada Rom-Mark. Bajo el nombre de Rom-Mark, esta tecnología estará presente en todos los discos originales y requiere un componente especial de hardware licenciado en grabadores específicos para poder insertar la marca de agua durante la copia. Todos los lectores de Blu-ray deben buscar esa marca. De esta manera, la BDA pretende frenar la copia masiva de este disco.

##### SPDG
SPDG son las siglas de Self-Protecting Digital Content siendo parte de BD+. Es un programa que incluye en el lector del reproductor de Blu-Ray un sistema operativo cuya función es evitar que los grabadores puedan duplicar las películas que estén siendo reproducidas. Según sus responsables, el SPDG ofrece seguridad añadida en caso de que el sistema de protección AACS sea superado por los grabadores.
La implementación de SPDG tiene su polémica, no solo por el extremismo de la política anticopia, sino porque puede suponer una grave vulnerabilidad, ya que los sistemas operativos son sensibles a los virus informáticos.
Desde el año 2007 han aparecido aplicaciones capaces de vulnerar estas protecciones.

#### ICT
ICT, siglas del término inglés Image Constraint Token, es una señal que evita que los contenidos de alta definición viajen en soportes no cifrados y, por consiguiente, susceptibles de ser copiados. En la práctica, lo que hace es limitar la salida de vídeo a la resolución de 960x540 si el cable que va del reproductor a la televisión es analógico, aunque la televisión soporte alta definición. El ICT no es obligatorio, cada compañía decide libremente si añadirlo o no a sus títulos. Por ejemplo, Warner está a favor de su uso, mientras que Fox está en contra.

#### HDCP
High-Bandwidth Digital Content Protection, Protección de Contenido Digital de Elevado Ancho de Banda o HDCP es requerido según el estándar Blu-ray. Esto es un sistema que cifra los datos enviados desde los reproductores hacia los televisores o monitores a través del cable HDMI. A través de una bandera de protocolo en el flujo de medios descrita anteriormente como ICT, el reproductor puede degradar artificialmente la salida de video al detectar un televisor o monitor que no incluya esta protección. Para facilitar la transición hacia la alta definición, la adopción de este método fue pospuesta hasta 2011.

### Retrocompatibilidad
La BDA aconseja que los reproductores de BD también reproduzcan DVD, para que sean compatibles con la anterior definición. A pesar de que varios reproductores antiguos podían reproducir DVD pero no CD, hoy se pueden encontrar reproductores híbridos de CD, MP3, DVD y Blu-ray. Varios reproductores también pueden reproducir Video CD, Super Audio CD, y DVD-Audio. Todos los reproductores Blu-ray Ultra HD pueden reproducir discos Blu-ray comunes y la mayoría puede reproducir también discos DVD, CD y CD MP3. Las consolas PlayStation 4 y PlayStation 5 no pueden reproducir CD.
JVC (Victor Company of Japan) desarrolló un combo DVD/BD de tres capas que permitía tener en el mismo disco el estándar DVD y el BD. De esta forma se podría comprar una película que se puede ver en los reproductores de DVD actuales y, además, tener alta definición si se introduce en un reproductor Blu-ray. Dos de las capas corresponderían a un DVD de doble capa (8,6 GB) y la tercera capa correspondería al Blu-ray.
A pesar de lo anterior, sí que hay cierta incompatibilidad insalvable de momento. Dicho problema proviene de las cadenas de montaje. Los fabricantes se han visto obligados a realizar una gran inversión en sus máquinas para poder comenzar a crear discos Blu-ray. Esto es debido a la gran diferencia de tecnología entre este disco y el DVD, sobre todo a la capa especial de protección de los primeros. Se emplean 5 segundos en producir un Blu-ray.
Existe la posibilidad de crear Blu-ray híbridos: aquellos que tengan dos capas, dedicando una a ser de tipo DVD. Al principio, los estudios asociados decidieron que no sacarían títulos en esta modalidad. Pero el competidor HD DVD sí sacó títulos con esta posibilidad, lo que permite ir comprando películas a los usuarios para ver en su reproductor de DVD, y más tarde en su reproductor de HD DVD. Los estudios Blu-Ray se retractaron, y desde finales de 2006 ya existen lanzamientos en esta modalidad.

### HD Ready, Full-HD y HDMI
Este apartado trata de remarcar la diferencia entre compatibilidad y adaptación y cómo sacar el máximo partido a la alta definición del Blu-ray. Se dice por compatibilidad cualquier televisor que permita reproducir el contenido de dicho disco. Esta se logra con dispositivos que lleven el logotipo HD Ready o 1080i, lo cual no quiere decir que se le saque el máximo partido a la alta definición puesto que solo garantiza que la resolución mínima sea de 720 líneas en panorámico (1280x720) con escaneo progresivo (si es en modo escalado garantiza 1920x1080). Si lo que queremos es alta definición con una resolución de 1920x1080 en modo progresivo deberán encontrarse aquellos dispositivos marcados bajo el logotipo de Full-HD o 1080p.
La adaptación significa una conversión que implica una pérdida en la señal de audio y/o vídeo. En esta última entra el HDMI, un conector que permite el envío de la señal nativa de alta definición (1920x1080, 24 fps y escaneo progresivo) para garantizar la máxima fluidez y calidad de las escenas. Cualquier otra conexión, ya sea analógica o digital tendrá que adaptarse con las lógicas consecuencias. Aún disponiendo de conector HDMI, es aconsejable buscar aquellos dispositivos que lleven mínimo la versión 1.3, ya que es la primera que admite todos los formatos de audio y vídeo y duplica la tasa de transferencia respecto a su versión 1.2. Cualquier conector y medio que se utilice para conectar el reproductor con el dispositivo de visionado deberá ser compatible con HDCP (HDMI lo es) so pena de que convierta la señal antes de su salida a calidad DVD. Como se puede observar aquellos que se decidan por la alta definición deben buscar reproductores con conectores de un mínimo HDMI 1.3 y dispositivos con Full-HD o superior.
La tecnología del Blu-ray permite una mayor tasa de transferencia para el vídeo. Esta diferencia no ha sido aprovechada en muchos casos debido a varios factores. En primer lugar la tasa es variable y depende de la compañía elegir cuál va usar, no necesariamente la máxima. Segundo, la tasa puede tener otras utilidades aparte de la transmisión del vídeo. Último, influye el códec utilizado: las compañías utilizaron en sus primeros lanzamientos el MPEG-2 lo que hizo que no solo la calidad sea inferior a lo esperado en una reproducción de alta definición, sino que estaba por debajo de su competidor el HD DVD que desde el principio codificó principalmente en VC-1. La tasa de transferencia para audio también es más alta en Blu-ray que en HD DVD.

### Blu-ray híbridos
Sony desarrolló un disco híbrido Blu-ray que incluye contenidos reproducibles al mismo tiempo que películas en alta definición. Transformers, Watchmen o Tomb Raider fueron algunos híbridos planeados.

### Formatos de disco Blu-ray

#### BD-RE

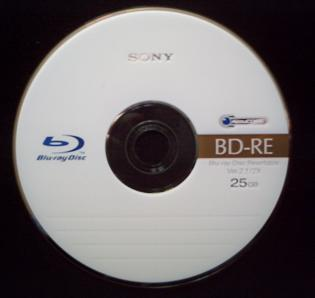
Un disco BD-RE.

A diferencia de lo que ha ocurrido con los formatos anteriores DVD y Disco compacto, en el caso del Blu-ray los medios grabables aparecieron antes de los pregrabados y fabricados con prensa siendo este el primer formato creado. Este formato al igual que sus predecesores DVD-RW, DVD+RW y CD-RW usa una capa de aleación de metales que permite intercambiar entre el estado cristalino transparente al amorfo opaco, permitiendo grabar y borrar los datos varias veces.

#### BD-R
Este formato fue creado como una variante de una sola escritura del anterior. Igual que sus predecesores DVD-R, DVD+R y CD-R, reemplaza los pits por una capa que permite grabar los datos oscureciendo ciertas áreas con el láser para que representen los pits al absorber la luz. Los discos BD-R convencionales usan una capa de Nitrido de Bismuto, Nitrido de Germanio y Sub-óxido de Telurio dopado con Paladio. También pueden usarse un par de capas con una aleación de Cobre y Silicio. En todos los casos el oscurecimiento se realiza cambiando ciertas áreas al estado laminar para oscurecerlas y hacer que representen los pits. En todos los casos el oscurecimiento es permanente, impidiendo el borrado o el cambio en los datos.

##### BD-R LTH
Es una variante del BD-R que en lugar de emplear un compuesto inorgánico como en caso anterior, usa una capa orgánica fotosensible bastante similar a sus antecesores DVD-R, DVD+R y CD-R. Se llama "Low to High" o "De Bajo hacia Alto" para referir a su método de grabación. A diferencia del caso anterior, el grabador usa el láser para aclarar ciertas áreas para que las áreas oscuras restantes representen los pits. A simple vista estos discos resaltan por ser de color dorado o amarillo en lugar de azul oscuro. Se desarrolló para que los fabricantes en lugar de comprar equipo completamente nuevo para fabricar los discos Blu-ray solo necesiten actualizar el existente, ahorrando costos. Aunque los reproductores y unidades antiguos no puedan reproducir estos discos, algunos de ellos pueden adquirir tal capacidad mediante actualizaciones de Firmware. La desventaja es que los discos BD-R LTH tienen una calidad inferior a los BD-R convencionales, afectado su vida útil.

#### BD-R DLyBD-RE DL
Al igual que los sus antecesores DVD-R DL y DVD+R DL, estos formatos agregan una segunda capa de datos sobre la primera, llegando casi a duplicar la capacidad del disco de 25GB a 50GB siendo BD-R DL la variante de una sola escritura y BD-RE DL la regrabable. La primera capa de datos es semitransparente para permitir al láser del lector enfocar a través de la primera capa de datos para acceder a la segunda. Igual que en el caso anterior algunos reproductores y unidades antiguas no pueden manejarlo mientras que algunos otros pueden requerir una actualización. Estos formatos son el mínimo requerido para grabar video 4K para el formato Blu-ray Ultra HD y los juegos "Triple A" demandantes para las consolas de última generación.

#### BD-R XLyBD-RE XL

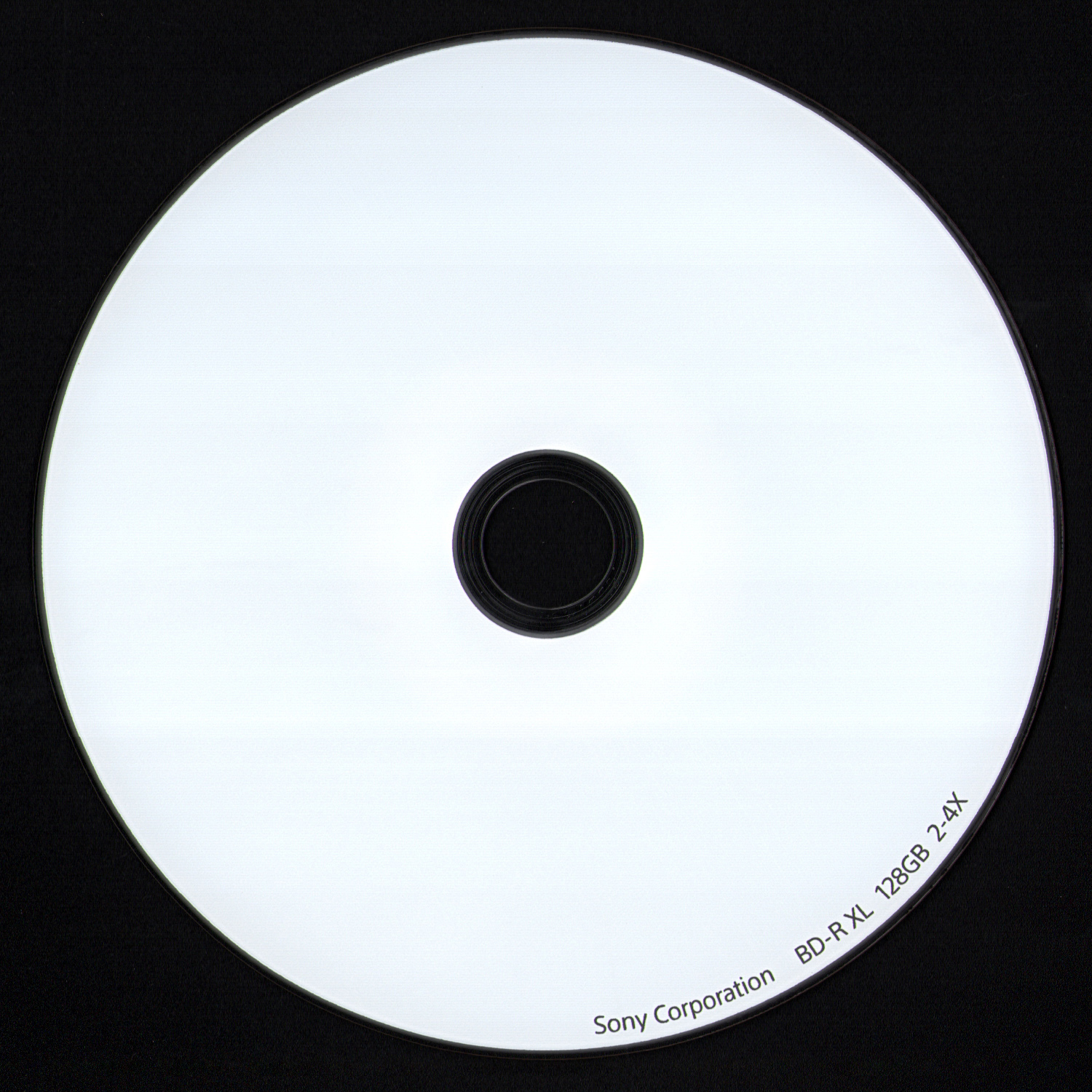
Disco BD-R XL de cuatro capas con una capacidad de 128GB.

Estos formatos comprenden a los discos de capas múltiples, siendo los más comunes los de tres capas que tienen un máximo de 100GB de capacidad y los de cuatro capas, que aumentan la capacidad a 128GB. A pesar de que el último ejemplo muestre un aumento discreto de capacidad, tiene la ventaja de ser más rápido para grabar. Todas las capas, salvo la última son semitransparentes para permitir al láser enfocar a través de ellas y así acceder a toda la información grabada en el disco. Estos formatos son usados para grabar contenidos 4K para la creación de discos Blu-ray Ultra HD. Al ser los formatos más nuevos, muchos reproductores y unidades antiguas no son capaces de manejarlos requiriendo la compra de dispositivos nuevos. Existen planes para extender estos formatos hasta las 6 capas llegando a una capacidad de 200GB.

## Diferencias entre varios soportes ópticos
|                                           | BD                                                         | HD DVD                                       | HD VMD                                     | DVD           |
| ----------------------------------------- | ---------------------------------------------------------- | -------------------------------------------- | ------------------------------------------ | ------------- |
| Capacidad en capa simple (GB)             | 23,3 25 27                                                 | 15                                           | 19                                         | 4,7           |
| Capacidad en capa doble (GB)              | 46,6 50 54                                                 | 30                                           | 24                                         | 8,5           |
| Capacidad en capa triple (GB)             | 100                                                        | No aplica                                    | No aplica                                  | No aplica     |
| Capacidad en capa cuádruple (GB)          | 128                                                        | No aplica                                    | No aplica                                  | No aplica     |
| Longitud de onda del rayo láser (nm)      | 405                                                        | 405                                          | 650                                        | 650           |
| Tasa de transferencia datos (Mb/s)        | 36,0 54,0                                                  | 36,55                                        | 40,0 (no indica si es datos o audio/vídeo) | 11,1 10,1     |
| Formatos soportados                       | MPEG-2 MPEG-4 AVC VC-1 HEVC en el caso de Blu-ray Ultra HD | MPEG-2 VC-1 (basado en WMV) H.264/MPEG-4 AVC | MPEG-1 MPEG-2 MPEG-4 AVC VC-1              | MPEG-1 MPEG-2 |
| Resistencia al maltrato y la suciedad     | Sí                                                         | No                                           | No                                         | No            |
| Resolución máxima de vídeo compatible (p) | 1080 y 4K en el caso de Blu-ray Ultra HD                   | 1080                                         | 1080                                       | 480 576       |

- Datos: Q47770
- Multimedia: Blu-ray Disc / Q47770

## Formatos relacionados
- Blu-ray Audio
- BD-R
- DCP

### Generales
- «Alta definición HD-DVD y Blu-ray». www.zonadvd.com. Consultado el 16 de febrero de 2010.
- Francisco Javier Pulido (1 de junio de 2006). «El DVD ha muerto, viva el láser azul. (I)» (html). www.idg.es. Archivado desde el original el 11 de junio de 2010. Consultado el 16 de febrero de 2010.
- Francisco Javier Pulido (1 de junio de 2006). «El DVD ha muerto, viva el láser azul. (II)» (html). www.idg.es. Archivado desde el original el 17 de julio de 2010. Consultado el 16 de febrero de 2010.
- «Explícame: HD DVD o Blu-ray» (html). www.explicame.org. Archivado desde el original el 12 de septiembre de 2009. Consultado el 17 de febrero de 2010.
- Antonio Delgado (3 de marzo de 2008). «Blu-ray: el elegido para sustituir al DVD» (html). www.consumer.es. Consultado el 17 de febrero de 2010.

### Al pie
1. ↑  «Pioneer BDXL BDR-206MBK Review». bit-tech.net (en inglés). Consultado el 21 de julio de 2025.
2. ↑  «Toshiba Announces Discontinuation of HD DVD Businesses». www.global.toshiba. Consultado el 21 de julio de 2025.
3. ↑  «Toshiba lanza su primer reproductor Blu-ray». Diario ABC. 7 de septiembre de 2009. Consultado el 21 de julio de 2025.
4. ↑  «Blu-ray discs reach 1.5 million sold, HDM still trails DVD's first two years». Engadget (en inglés estadounidense). 16 de febrero de 2008. Consultado el 21 de julio de 2025.
5. ↑  https://www.wired.com/2015/05/sony-buys-facebook-spinoff-give-new-life-blu-ray/
6. ↑  https://web.archive.org/web/20170109113814/http://fortune.com/2016/01/08/blu-ray-struggles-in-the-streaming-age/
7. 1 2  https://electronics.howstuffworks.com/blu-ray.htm
8. ↑  https://twitter.com/Fundeu/status/1040907579478736896?s=20
9. ↑  Tadashi Nezu (2 de enero de 2010). «From 25 to 33.4 GB per Layer, Even Larger Blu-ray Discs on the Horizon» (html). Japón: Nikkei Electronics Asia. Archivado desde el original el 14 de noviembre de 2012. Consultado el 15 de septiembre de 2010.
10. ↑  «Qué es el Blu-ray» (html). www.informatica-hoy.com.ar. 2007. Consultado el 19 de febrero de 2010.
11. ↑  Ricardo Blanco (16 de octubre). «Comercio y vídeo distribución:DVD y Blu-popa» (html) (en inglés). Consultado el 16 de febrero de 2010.
12. 1 2  Egon Strauss. «Blu-ray, la tecnología de la próxima generación.» (html). www.webelectrónica.com. Archivado desde el original el 15 de febrero de 2013. Consultado el 17 de febrero de 2010.
13. ↑  https://web.archive.org/web/19991113134100/http://www.nikkeibp.asiabiztech.com/Database/98_Oct/29/New.03.gwif.html
14. ↑  https://web.archive.org/web/20111116205548/http://inlatest.com/20101102199/bluray-emmy
15. ↑  https://www.sony.com/en/SonyInfo/News/Press_Archive/200011/00-54E1/
16. ↑  https://web.archive.org/web/20100601063200/http://www.pcworld.com/article/31062/new_highcapacity_dvd_to_hold_225gb.html
17. ↑  https://www.cdrinfo.com/d7/content/sony-shows-dvr-blue-prototype
18. ↑  https://trademark.trademarkia.com/blue-disc-b-76207670.html
19. ↑  https://web.archive.org/web/20071221050755/http://www.newscientist.com/article/dn1952.html
20. ↑  https://web.archive.org/web/20170202062709/https://www.pricenfees.com/digit-life-archives/sony-bdz-s77-recorder-review
21. ↑  https://web.archive.org/web/20090602061415/http://www.itworld.com/041004foxbluray
22. ↑  https://web.archive.org/web/20150717172217/http://www.pcworld.com/article/117242/article.html
23. ↑  https://www.xataka.com/alta-definicion/especial-hd-la-historia-del-blu-ray
24. ↑  https://web.archive.org/web/20071217100437/http://www.physorg.com/news2615.html
25. ↑  https://web.archive.org/web/20071103013400/http://www.theregister.co.uk/2006/01/06/blu-ray_spec_done/
26. ↑  https://web.archive.org/web/20071102222432/http://www.heise.de/english/newsticker/news/69559
27. ↑  https://web.archive.org/web/20071009194043/http://www.pcworld.com/article/id,124961-page,1/article.html
28. ↑  https://spectrum.ieee.org/the-consumer-electronics-hall-of-fame-samsung-bdp1000
29. ↑  https://web.archive.org/web/20071106045339/http://www.foxnews.com/story/0,2933,189960,00.html
30. ↑  https://web.archive.org/web/20081018221407/http://www.blu-ray.com/movies/movies.php?show=nowavailable
31. ↑  https://web.archive.org/web/20080828181018/http://www.watch.impress.co.jp/av/docs/bdhdship/
32. ↑  https://web.archive.org/web/20080828181414/http://www.eetimes.com/story/OEG20020301S0091
33. ↑  https://web.archive.org/web/20071106000320/http://www.pcworld.com/article/id%2C104570-page%2C1/article.html
34. ↑  https://web.archive.org/web/20140729231421/http://www.theinquirer.net/inquirer/news/1044249/dvd-forum-backs-toshiba-nec-format
35. ↑  https://web.archive.org/web/20070804053736/http://www.videobusiness.com/article/CA6458096.html
36. ↑  https://web.archive.org/web/20071021072645/http://reviews.cnet.com/video-players-and-recorders/samsung-bd-p1000/4505-6463_7-31799185.html#more
37. ↑  https://web.archive.org/web/20080226094151/http://www.telegraph.co.uk/connected/main.jhtml?xml=%2Fconnected%2F2008%2F02%2F23%2Fdlclaud123.xml
38. ↑  https://web.archive.org/web/20080225164245/http://news.bbc.co.uk/1/hi/business/7252506.stm
39. ↑  https://web.archive.org/web/20071114230056/http://www.homemediamagazine.com/news/html/breaking_article.cfm?article_id=10323
40. ↑  https://web.archive.org/web/20080223090011/http://news.bbc.co.uk/1/hi/business/7252172.stm
41. ↑  https://web.archive.org/web/20150205133733/http://www.engadget.com/2008/02/16/blu-ray-discs-reach-1-5-million-sold-hdm-still-trails-dvds-fir/
42. 1 2  web.archive.org/web/20090910063438/http://www.movieweb.com/news/NECoxHEGdHLwGGhttps://web.archive.org/web/20150205133733/http://www.engadget.com/2008/02/16/blu-ray-discs-reach-1-5-million-sold-hdm-still-trails-dvds-fir/
43. ↑  https://web.archive.org/web/20081218173208/http://xbitlabs.com/news/multimedia/display/20081210121641_Sales_of_Blu_Ray_Disc_Recorders_Leave_Behind_Sales_of_DVD_Recorders_in_Japan.html
44. ↑  https://web.archive.org/web/20110905001824/http://www.degonline.org/pressreleases/2011/f_Q410.pdf
45. ↑  https://web.archive.org/web/20111204081300/http://www.nytimes.com/2009/01/05/technology/05bluray.html
46. ↑  https://web.archive.org/web/20090909233813/http://www.choosedvdrental.co.uk/dvd-rental-guide/articles/which-dvd-rental-sites-offer-blu-ray-rental.html
47. ↑  https://electronics.howstuffworks.com/blu-ray.htm#pt2
48. ↑  https://web.archive.org/web/20191208065450/https://www.lifewire.com/blu-ray-disc-player-information-1846364
49. ↑  https://www.cnbc.com/2019/11/08/the-death-of-the-dvd-why-sales-dropped-more-than-86percent-in-13-years.html
50. ↑  https://hometheaterreview.com/why-blu-ray-is-still-better-than-streaming-today/
51. ↑  https://www.cbc.ca/news/entertainment/25-years-of-dvd-1.6245540
52. ↑  https://cnnespanol.cnn.com/2022/07/19/netflix-suscriptores-segundo-trimestre-trax/
53. ↑  https://vandal.elespanol.com/noticia/r17713/hbo-max-y-warner
54. ↑  https://hipertextual.com/2022/12/streaming-cancelaciones
55. ↑  https://vandal.elespanol.com/noticia/r19372/disney-pierde-millones-de-suscriptores-por-primera-vez-en-su-historia-y-es-preocupante
56. ↑  «Walt Disney se une a la batalla del sucesor del DVD». RPP. Archivado desde el original el 12 de diciembre de 2004. Consultado el 21 de abril de 2022.
57. ↑  «Blu-ray Club». www.blu-rayclub.es. Archivado desde el original el 21 de marzo de 2010. Consultado el 17 de febrero de 2010.
58. ↑  «¿Qué es el Blu-ray?» (html) (en inglés). www.blu-ray.com. Consultado el 16 de febrero de 2010.
59. ↑  «TDK:Media Europe Blu-ray Disc» (Html). www.tdk-media.eu. Archivado desde el original el 25 de abril de 2010. Consultado el 17 de febrero de 2010.
60. ↑  «Con la tecnología». www.pergaminovirtual.com.ar. 23 de febrero. Consultado el 17 de febrero de 2010.
61. ↑  «TDK comienza distribución de discos Blu-ray.» (html). www.gamepro.com. 19 de diciembre. Archivado desde el original el 26 de febrero de 2010. Consultado el 16 de febrero de 2010.
62. ↑  «TDK hace posible los discos Blu-ray de 100 GB» (html). www.noticiasdot.com. 7 de julio. Consultado el 16 de febrero de 2010.
63. ↑  «Grabación de Blu-ray a alta velocidad.» (html). www.noticiasdot.com. 17 de julio. Archivado desde el original el 11 de septiembre de 2009. Consultado el 16 de febrero de 2010.
64. ↑  https://web.archive.org/web/20200411062740/http://www.blu-raydisc.com/Assets/Downloadablefile/White_Paper_General_5th_20180216.pdf
65. ↑  «Discos Blu-Ray: Discos Blu Ray grabables (BD-R) / regrabables (BD-RE), DVD Blu-ray | Verbatim». www.verbatim-latinoamerica.com. Archivado desde el original el 1 de febrero de 2011. Consultado el 21 de julio de 2025.
66. ↑  «Blu-ray brains create 3D taskforce». reghardware.co.uk. 20 de mayo de 2009. Archivado desde el original el 23 de mayo de 2009. Consultado el 23 de mayo de 2009.
67. ↑  Chabot, Jeff (17 de diciembre de 2009). «3D specifications finalized for Blu-ray, to hit market next year». HD Report. Consultado el 17 de diciembre de 2009.
68. ↑  «Blu-ray Disc Association Announces Final 3D Specification». Business Wire. 17 de diciembre de 2009. Consultado el 18 de diciembre de 2009.
69. ↑  «PS3 System Software Update (ver 3.50)». Consultado el 21 de septiembre de 2010.
70. ↑  Lempel, Eric (21 de abril de 2010). «PS3 goes 3D on 10 June 2010». PlayStation Blog. Consultado el 14 de junio de 2011.
71. ↑  Lempel, Eric (9 de agosto de 2011). «PS3 System Software Update (v3.70)». PlayStation.Blog. Consultado el 2 de noviembre de 2011.
72. ↑  Allen, Danny (21 de agosto de 2009). «So, The PS3 Slim Can Bitstream Dolby TrueHD and DTS-HD Master Audio After All?». Gizmodo. Consultado el 28 de junio de 2012.
73. ↑  https://www.whathifi.com/advice/ultra-hd-blu-ray-everything-you-need-to-know
74. ↑  http://www.hughsnews.ca/faqs/authoritative-blu-ray-disc-bd-faq/5-copying-deterrents-content-protection-and-user-management#5.1
75. ↑  https://www.sony-latin.com/es/electronics/support/home-video-blu-ray-disc-players-recorders/bdp-s6700/articles/00029369
76. ↑  «Blu-ray incluirá en Sudamérica la misma región que US y Japón.» (html). www.arvatodigitalservices.com. 2009. Archivado desde el original el 23 de septiembre de 2009. Consultado el 17 de febrero de 2010.
77. ↑  http://www.eliax.com/?post_id=189
78. 1 2  «Discos Blu-ray» (html). www.arvatodigitalservices.com. 2009. Archivado desde el original el 18 de mayo de 2010. Consultado el 19 de febrero de 2010.
79. ↑  https://www.xataka.com/alta-definicion/copiar-discos-blu-ray-ya-es-posible
80. ↑  https://videobyte.cc/dvd-copy-protection/
81. ↑  https://www.eurogamer.net/microsoft-has-removed-online-drm-checks-for-xbox-one-discs-on-series-x
82. ↑  John Marcotte (1 May 2007). «Free Speech Flag». Badmouth.net. Consultado el 3 de mayo de 2007.
83. ↑  https://www.microsiervos.com/archivo/musica/por-que-drm-no-tiene-futuro.html
84. ↑  https://web.archive.org/web/20070331173711/http://www.dell.com/downloads/global/vectors/brcp.pdf
85. ↑  «Glosario: Rom-Mark» (en inglés). www.afterdawn.com. Consultado el 14 de febrero de 2010.
86. ↑  https://web.archive.org/web/20061026081239/http://www.aacsla.com/specifications/AACS_Spec_BD_Prerecorded_0.912.pdf
87. ↑  «Blu-ray Disc Association adopta nuevo sistema de gestión de contenidos» (html). noticias.contactodvd.com. Archivado desde el original el 25 de abril de 2009. Consultado el 16 de febrero de 2010.
88. ↑  Graciela Marker. «La protección anticopia en los dicos Blu-Ray.» (html). Informáticahoy.com.ar. Consultado el 22 de mayo de 2011.
89. ↑  https://web.archive.org/web/20100818092839/http://www.zdnet.com/blog/hardware/slysoft-cracks-blu-ray-bd-encryption/1542
90. ↑  https://web.archive.org/web/20160203150907/http://forum.doom9.org/showthread.php?t=123111
91. ↑  https://web.archive.org/web/20100731051925/http://www.macworld.com/article/145794/2010/01/bluray_ripping.html
92. ↑  https://web.archive.org/web/20100721093707/http://lifehacker.com/5559007/the-hassle+free-guide-to-ripping-your-blu+ray-collection
93. ↑  https://web.archive.org/web/20110929142319/http://www.aacsla.com/license/AACS_Adopter_Agrmt_090619.pdf
94. ↑  https://www.xataka.com/basics/hdcp-que-sirve-como-funciona
95. ↑  https://www.playstation.com/es-mx/support/hardware/ps5-problem-reading-disc/
96. ↑  https://www.playstation.com/es-mx/support/hardware/ps4-problems-reading-discs
97. 1 2  Juanra S. Salamero. (21 de noviembre). «Full HD frente a HD Ready.» (html). www.xataka.com. Consultado el 16 de febrero de 2010.
98. ↑  Brucce Buleje (13 de febrero). «Blu-ray híbridos, películas y juegos.». www.legox.com. Archivado desde el original el 17 de marzo de 2010. Consultado el 17 de febrero de 2010.
99. 1 2 3  http://www.hughsnews.ca/faqs/authoritative-blu-ray-disc-bd-faq/14-disc-construction-and-manufacturing
100. ↑  https://web.archive.org/web/20080225121648/http://www.cdrinfo.com/Sections/News/Details.aspx?NewsId=21422
101. ↑  https://web.archive.org/web/20080122073530/http://www.cdrinfo.com/Sections/News/Details.aspx?NewsId=21913
102. ↑  https://web.archive.org/web/20140714143809/http://www.myce.com/news/french-research-avoid-blu-ray-lth-discs-for-data-archival-64265/
103. ↑  https://www.verbatim-latinoamerica.com/subcat/optical-media/blu-ray/bd-r-dl/
104. ↑  https://www.sony-latin.com/es/electronics/support/accessories-audio-video-accessories/articles/00029645
105. ↑  https://www.xataka.com/otros/discos-blu-ray-de-cuatro-capas-hasta-100-gb-de-capacidad
106. 1 2  https://www.xataka.com/otros/los-discos-blu-ray-de-128-gb-bdxl-ya-son-una-realidad
107. ↑  https://www.xataka.com/otros/tdk-ya-dispone-de-discos-blu-ray-con-200-gb-de-capacidad